# Самуїл Міковіні
Самуїл Міковіні (слов. Samuel Mikovíni, угор. Mikoviny Sámuel; близько 1700, Турички Угорське королівство у складі Австрійської імперії (нині дер. Цинобаня, району Полтар Банкобистрицького краю Словаччини) — 23 березня 1750, д.т.н. Гірничої школи. Творець Братиславського меридіана, на основі якого з'явилися перші карти округів Угорщини та Словаччини.
Один із провідних представників європейської науки і техніки, який вплинув на їх розвиток у XVIII столітті.

## Інтернет-ресурси
- Samuel Mikovini (словац.)
- Mikoviny Sámuel (угор.)
- Samuel Mikoviny, 1698-1750. Virtual exhibition